# اوسترند
اوسترند (به هلندی: Oosterend) یک منطقهٔ مسکونی در هلند است که در تسل واقع شده‌است. اوسترند ۱٫۲۰۰ نفر جمعیت دارد.